# Амангельды (Иртышский район)
Амангельды (каз. Амангелді) — село в Иртышском районе Павлодарской области Казахстана. Расположено в 299 км к северо-западу от областного центра — Павлодара и в 130 км к северо-западу от районного центра — Иртышска. Административный центр и единственный населённый пункт Амангельдинской сельской администрации. Код КАТО — 554637100.

## История
Село Амангельды было названо в честь одного из руководителей национально-освободительного движения в 1916—1919 годах Амангельды Иманова.
В 1939 году в селе был образован колхоз «Каракудук», в последствии переименованный в колхоз имени Амангельды. В 1955 году на базе колхоза имени Амангельды и части земель Суворовского совхоза возник целинный зерновой совхоз имени Амангельды с центральной усадьбой в селе Амангельды.

## Население
В 1985 году в селе жили 1095 человек. В 1999 году население села составляло 871 человек (443 мужчины и 428 женщин). По данным переписи 2009 года в селе проживало 362 человека (188 мужчин и 174 женщины).